# Ischyronota schusteri
Ischyronota schusteri (лат.) — жук подсемейства щитоносок из семейства листоедов.

## Описание
Мелкие жуки зелёной или жёлто-зелёной окраски длиной 4,5-5 мм. Переднеспинка и надкрылья в грубых точках. Питаются на растениях семейства амарантовых, в том числе на саксауле.

## Распространение
Встречается в Иране, Казахстане, Туркменистане, Монголии и Китае (Синьцзян-Уйгурский автономный район).